# بومونت بي. باك
بومونت بي. باك (بالإنجليزية: Beaumont Bonaparte Buck)‏ هو ضابط أمريكي، ولد في 16 يناير 1860 في Mayhew, Mississippi ‏ في الولايات المتحدة، وتوفي في 10 فبراير 1950 في سان أنطونيو في الولايات المتحدة.